# Варосия (окръг Фамагуста)
Вижте пояснителната страница за други значения на Вароша.
Варо̀ша (на гръцки: Βαρώσια – Варосия; на турски: Maraş – Мараш) днес е град-призрак в Кипър, а в миналото е квартал на Фамагуста.
Преди окупацията от Турция през 1974 г. e модерен туристически курорт. В наши дни достъпът до Вароша е забранен и продължава да е ненаселен към 2018 г.
Де факто е под контрола на непризнатата Севернокипърска турска република.

## История
През 1970-те Фамагуста беше туристическа дестинация номер едно в Кипър. За да се задоволи нарастващият брой туристии, бяха построени нови хотели и големи сгради. По време на разцвета си квартал Вароша е не само първата туристическа дестинация в Кипър, но между 1970 и 1974 г. е една от най-популярните туристически дестинации в света, превръщайки се в предпочитана дестинация за богати и известни личности като Елизабет Тейлър, Ричард Бъртън, Ракел Уелч и Бриджит Бардо.

## Характеристики на Вароша
Основните характеристики на квартал Вароша включват „Авенюто на Джон Ф. Кенеди“, което започва близо до пристанището на Фамагуста и минава през района успоредно на плажа „Глоса“. По протежение на „Авенюто JFK“ имаше множество добре известни луксозни хотели, включително „Хотел Кинг Джордж“, „Хотел Астериас“, „Гръцки хотел“, „Хотел Флорида“ и „Хотел Арго“, който беше Елизабет Любимият на Тейлър. Хотел Argo се намира близо до края на "JFK Avenue" с лице към Протарас и Fig Tree Bay. Друга главна улица във Вароша беше „Леонидас“ (на гръцки: Λεωνίδας), голяма пътна артерия, минаваща на запад от „Авеню JFK“ към „Виенския ъгъл“. Леонидас беше главният търговски център на Вароша и улица за забавления, с няколко бара, ресторанти и нощни клубове.

## Съдебни дела
Според кипърските гърци има 425 парцела на плаж Вароша, който се простира от хотел Контандия до хотел Златни пясъци. Общият брой на парцелите във Вароша е 6082.
Има 281 случая на кипърски гърци, които са подали молба до Комисията за недвижимо имущество (IPC) на Северен Кипър за обезщетение.
През 2020, кипърският грък Деметриос Хаджихамбис завежда дело, търсейки държавна компенсация за финансови загуби.

## История
Името Вароша идва от турската дума варош (varoş), която означава предградие. През 70–те години на 20 век, Вароша е водещата туристическа дестинация в Кипър. Строят се много нови сгради и хотели. Добива широка популярност и е посещаван от знаменитостите Елизабет Тейлър, Ричард Бъртън, Ракел Уелч и Бриджит Бардо.
Сред големите улици във Вароша е „Леонидас“. Тя е главно търговска и развлекателна, на нея се намират барове, ресторанти, нощни клубове, както и автокъща на „Тойота“. В миналото населението е достигало около 39 000 души.
На 20 юли 1974 г. турските войски дебаркират на острова и населението напуска Вароша, часове преди двете армии да се срещнат. Те се заселват предимно в Паралимни, Дериния и Ларнака. Именно Паралимни днес де факто е окръжен център на окръг Фамагуста. Когато турската армия придобива контрол над територията, тя го огражда и оттогава не се допуска никого, с изключение на турски военни и персонала на ООН. Хората, живеещи във Вароша се надяват да се върнат в дома си, когато ситуацията се успокои, но това така и не се случва. Резолюция 550 на Съвета за сигурност на ООН от 1984 г., разпорежда Вароша да бъде предаден на администрацията на ООН.
В наши дни, вследствие на изоставянето, постройките продължават да се разпадат. Тревата е избуяла в района, като металите са корозирали, а прозорците са изпочупени. Морски костенурки са наблюдавани да гнездят на безлюдните плажове.
Липсата на население и следователно на ремонти означава, че сградите малко по малко се рушат. Природата се налага, металът корозира, прозорците се чупят, а растенията пускат корени по стените и настилката. морски костенурки също са виждани да снасят яйцата си на пустите плажове. Автокъщите са замръзнали с ретро автомобили от 1974 г. и години след като са били изоставени, хората казват, че са виждали електрически крушки, които все още светят през прозорците на празни сгради.
Турската армия разрешава влизане само на турски военни и служители на ООН от 2017 г.
Един такъв план за заселване е Планът Анан за обединяване на острова, който предвиждаше връщането на Вароша на първоначалните жители. Но това беше отхвърлено от кипърските гърци на референдум от 2004 г. Съветът за сигурност на ООН Резолюция 550 гласи, че „счита за недопустими опитите за колонизиране на която и да е част от Вароша от лица, които не са нейни жители, и призовава за прехвърлянето на тази област под управлението на ООН“.
Европейският съд по правата на човека присъди между 100 000 и 8 000 000 евро на осем кипърски гърци за това, че са били лишени от домовете и имуществото си в резултат на инвазията през 1974 г. Делото беше заведено съвместно от бизнесмена Константинос Лордос и други, а основното решение по делото Lordos датира от ноември 2010 г. Съдът постанови, че в случая на осем от жалбоподателите Турция е нарушила член 1 от протокол 1 от Европейската конвенция за правата на човека относно правото на мирно ползване на собствеността, а в случая със седем от жалбоподателите Турция е нарушила член 8 относно правото на зачитане на личния и семейния живот.
При липса на човешко обитаване и поддръжка, сградите продължават да се влошават. С течение на времето части от града са започнали да се възстановяват от природата, тъй като металът корозира, прозорците се чупят, а растенията пускат корени по стените и тротоара и растат диви в стари кутии за прозорци. През 2014 г. BBC съобщи, че морски костенурки са наблюдавани да гнездят по плажовете на града.
По време на Кипърската ракетна криза (1997 – 1998 г.) лидерът на кипърските турци, Рауф Денкташ, заплаши да превземе Вароша, ако кипърското правителство не отстъпи.

## Повторно отваряне за цивилното население
Населението на Вароша е 226 при преброяването в Северен Кипър през 2011 г.
През 2017 г. плаж Вароша беше отворен за изключително ползване от турци (кипърски турци и турски граждани).
През 2019 г. правителството на Северен Кипър обяви, че ще отвори Вароша за колонизация. На 14 ноември 2019 г. Ерсин Татар, министър-председателят на Северен Кипър, обяви, че Северен Кипър има за цел да отвори Вароша до края на 2020 г.
На 9 декември 2019 г. Ибрахим Бентер, генерален директор на администрацията на религиозната фондация на кипърските турци EVKAF, обяви, че целият Мараш/Вароша е собственост на EVKAF. Бентър каза, че "EVKAF може да подпише договори за наем с кипърските гърци, ако приемат, че ограденият град принадлежи на Evkaf."
На 22 февруари 2020 г. Кипър обяви, че ще наложи вето на средствата от Европейския съюз за кипърските турци, ако Вароша се отвори за сделки.
На 6 октомври 2020 г. Ерсин Татар, министър-председател на Северен Кипър, обяви, че плажната зона Вароша ще отвори отново за обществеността на 8 октомври 2020 г. Президентът на Турция Реджеп Тайип Ердоган каза, че Турция напълно подкрепя решението. Този ход дойде преди президентските избори в Северен Кипър през 2020 г., на които Татар беше кандидат. Вицепремиерът Кудрет Йозерсай, който работи по повторното отваряне по-рано, каза, че това не е пълно повторно отваряне на района, че това е просто едностранен предизборен трик на Татар. Неговата Народна партия се оттегли от татарския кабинет, което доведе до падането на правителството на кипърските турци. Главният дипломат на ЕС осъди плана, описвайки го като „сериозно нарушение“ на споразумението на ООН за прекратяване на огъня. Освен това той поиска Турция да спре тази дейност. Генералният секретар на ООН изрази безпокойство от решението на Турция.
През октомври 2020 г. президентът на Турция, Реджеп Тайип Ердоган, заедно с министър-председателя на самопровъзгласилата се Турска република Северен Кипър (KKTC), Ерсин Татар , нареди повторното отваряне на Вароша.
Почти веднага, на 9 същия месец, Съветът за сигурност на ООН потвърди статута на Вароша, както е установен в предишни резолюции на Съвета за сигурност на ООН, включително резолюция 550 (1984) и резолюция 789 (1992). По същия начин той повтори, че по отношение на това населено място не трябва да се извършват действия, които не са в съответствие с тези резолюции.
На 8 октомври 2020 г. са открити част от Вароша от Клуба на офицерите от турската и кипърската армия до хотел Златни пясъци.
На 27 ноември Европейският парламент призова Турция да отмени решението си да отвори отново част от Вароша и да поднови преговорите, насочени към разрешаване на кипърския въпрос на базата на федерация с две общности и две зони, и призова европейската Съюзът да наложи санкции срещу Турция, ако нещата не се променят. Турция отхвърли резолюцията, като добави, че ще продължи да защитава както собствените си права, така и тези на кипърските турци. Президентството на Севернокипърската турска република също осъди резолюцията.
На 20 юли 2021 г. Татар, президентът на Северен Кипър, обяви началото на втората фаза от откриването на Вароша. Той насърчи кипърските гърци да подадат молба до Комисията за недвижими имоти на Турската република Северен Кипър, за да си върнат имотите, ако имат такива права.
Джамията Билал Ага, построена през 1821 г. и изведена от експлоатация през 1974 г., беше отворена отново на 23 юли 2021 г.
В отговор на решение на правителството на Северен Кипър, изявлението на президента на Съвета за сигурност на ООН от 23 юли се казва, че заселването във всяка част на изоставеното кипърско предградие Вароша „от лица, различни от неговия жители, това е „недопустимо“. В същия ден Турция отхвърли изявлението на президента на Съвета за сигурност на ООН относно Марас (Вароша) и каза, че тези изявления се основават на гръцко-кипърската пропаганда, са безпочвени и безпочвени твърдения и не са в съответствие с реалностите на острова . На 24 юли 2021 г. Президентството на Северен Кипър осъди изявлението на президента на Съвета за сигурност на ООН от 23 юли, в което се посочва, че „ние го виждаме и осъждаме като опит да се създаде пречка за притежателите на права на собственост във Вароша да постигнат Вашите права“.
До 1 януари 2022 г. почти 400 000 души са посетили Вароша, откакто отвори врати за цивилни на 6 октомври 2020 г.
На 19 май 2022 г. Северен Кипър откри плажна ивица с дължина 600 m X 400 m широка на плажа Златни пясъци (от хотел King George до сграда Oceania) във Вароша за търговска употреба. Бяха поставени шезлонги и чадъри.
UNFICYP каза, че ще повдигне въпроса за решението, взето от властите на кипърските турци, за отваряне на този плаж във Вароша пред Съвета за сигурност, каза в петък говорителят на мироопазващите сили Алеем Сидик. ООН обяви, че "позицията й за Вароша не е променена и следим ситуацията отблизо".
През октомври 2022 г. кипърските турци обявиха, че в града ще бъдат открити обществени институции.

## Културни препратки
Вароша е анализиран от Алън Вайсман в книгата му Светът без нас като пример за неудържимата сила на природата.
Режисьорът Кипърски гръцки Майкъл Какоянис описва града и интервюира неговите граждани в изгнание във филма Атилас '74, продуциран през 1975 г.
През 2021 г. беларуската група Main-De-Gloire посвещава песен на този град, превърнал се в призрачно място

## Галерия
- Строящи се хотели, застинали във времето.
- Един от многото порутени хотели, изоставени през 1974 г.
- Бариерата, разделяща Вароша от зоната със свободен достъп.
- Гледка от 2017 г.
- Вароша през 2009г
- Изглед от плажа.
- Разпадаща се фасада на хотел, 2012 г.
- Новоасфалтиран път, улица „Демокрация“ и изоставени сгради след повторно отваряне през 2020 г. (бялата сграда вдясно е старото училище по изкуство)
- Изоставена къща във Вароша; пред дома има оръфано плюшено мече.
- На преден план оградата, която разделя Вароша от достъпната зона на залива Фамагуста.
- Varosha
- Знак към Вароша
- Забранен военен район Вароша
- Стара църква във Вароша
- Отделяне на областта
- Снимането е забранено
- Във Вароша не може да се влезе заради мини
- Празните хотели на Вароша
- Празни магазини във Вароша
- Празни къщи във Вароша
- Изоставени хотели на плажа (2016)
- Изоставена Вароша
- Изоставени хотели
- Изоставени хотели (2013)
- Плажно парти през нощта (2016)
- Изоставени хотели на плажа (2016)
- Вароша (на турски Мара) под блокада от Турската армия.